# 유야정
油谷町(阿東町)은 야마구치현 북서부에 있던 정이며, 오쓰군에 속했다. 1954년 5월 1일 성립하였으며, 2005년 3월 22일 유야정 및 나가토시, 헤키정, 미스미정 등 4개 시·정이 합병, 새로운 나가토시가 설치되고, 유야정 등은 폐지되었다.

## 지리
혼슈의 최서북단에 위치한다. 계단식 논이 펼쳐진 무코쓰구 반도와 본토에 둘러싸인 유야만은 천연의 양항이다.

## 역사
- 1954년 5월 1일 - 히시카이촌, 우쓰가촌, 무카쓰쿠촌, 헤키정 일부가 합병해 성립하였다.
- 2005년 3월 22일 - 유야정 및 나가토시, 헤키정, 미스미정 등 4개 시·정이 합병, 새로운 나가토시가 성립하였다. 동일 유야정 등은 폐지되었다.

## 교통

### 도로
- 국도 제191호선 (일본)(일본어판)
- 국도 제491호선 (일본)(일본어판)

### 철도
- 서일본 여객철도
  - 산인 본선